# Eine Sommergrippe
Eine Sommergrippe ist ein indischer Kurzfilm aus dem Jahr 2013.

## Handlung
Ein Mädchen spielt an einem Tor und wird krank.

## Hintergrund
Die Produktionskosten beliefen sich auf 60.000 Indische Rupien.